# Station Jutrosin
Station Jutrosin was een spoorwegstation in Polen.